# Final Destination 2
Final Destination 2 ist ein US-amerikanischer Horror- und Fantasythriller, der 2003 als Fortsetzung zu Final Destination erschien. 
Das Grundthema der Final-Destination-Reihe ist die Überlistung des Schicksals. Durch Visionen einzelner betroffener Personen ist es diesen möglich, die Zukunft vorherzusehen. Stets wird dadurch der Tod verschiedener Personen zunächst verhindert, da aber das Sterben vorbestimmt war, holt sich der Tod nacheinander alle ihm zugedachten Opfer.

## Handlung
Kimberly Corman befindet sich mit ihren Freunden auf dem Weg in den Urlaub. Kurz bevor sie auf den Highway fahren, hat Kimberly eine schreckliche Vision von einer Massenkarambolage, bei der neben ihr und ihren Freunden noch zahlreiche andere Menschen ums Leben kommen. Panisch blockiert Kimberly die Auffahrt und sieht aus sicherer Entfernung mit an, wie es tatsächlich zu dem Unfall kommt. Kimberly selbst und die anderen Autofahrer hinter ihnen, die in ihrer Vision ums Leben gekommen sind, entgehen der Katastrophe. Ihre Freunde jedoch kommen nur Momente später durch einen LKW um, der den Wagen erfasst, in dem sie sitzen.
Doch schnell zeigt sich, dass der Tod keine Einmischung duldet. Bald darauf kommt einer der Überlebenden durch eine bizarre Kettenreaktion bei der Flucht vor einem Feuer in seiner Wohnung durch eine auf ihn fallende Feuerleiter ums Leben, wenig später stirbt der 15-jährige Sohn einer Witwe auf dem Vorplatz eines Ärztehauses durch eine zu Boden fallende Glasscheibe. Beide Opfer überlebten den Unfall auf dem Highway. Um dem Tod zu entrinnen, sucht Kimberly Rat bei Clear Rivers, die einst die Katastrophe des Fluges 180 überlebt hat (siehe Final Destination). Gemeinsam versuchen die verbleibenden Menschen, die durch Kimberlys Vision gerettet wurden, dem Tod zu entkommen. Dennoch stirbt kurz darauf die Mutter des Teenagers, als ihr Kopf sich in einer Fahrstuhltür verklemmt und abgetrennt wird, als der Fahrstuhl sich in Bewegung setzt.
Die anderen Überlebenden erfahren, dass sie den Tod nur besiegen können, wenn „neues Leben“ geschaffen wird. Sie finden heraus, dass es eine schwangere Frau namens Isabella gibt, die den Unfall auf der Autobahn ebenfalls überlebt hat. Indem sie sie zunächst in Haft nehmen lassen, wollen sie verhindern, dass Isabella stirbt, bevor sie ihr Kind zur Welt bringt. Als in der Zelle jedoch ihre Fruchtblase platzt und ein Polizist sie ins nächste Krankenhaus bringt, geht die Aneinanderreihung der tödlichen Kettenreaktionen weiter. Das Auto der restlichen Überlebenden und das des Polizisten mit Isabella stoßen fast zusammen. Die Überlebenden schaffen es, das Auto auf einem Farmgelände zum Stehen zu bringen. Dort stirbt zunächst Kat, die eingeklemmte Fahrerin des Wagens, als der Airbag ihren Kopf in eine Stahlstange treibt. Kurz darauf stirbt Rory, ein weiterer Überlebender, als die Explosion eines angerückten Kamerawagens, der Benzin verliert, ein Stück Stacheldrahtzaun in die Luft befördert, welches ihn zerteilt.
Als die schwangere Isabella ihr Kind zur Welt bringt, glauben sie, dem Tod entkommen zu sein. Doch es stellt sich heraus, dass Isabella die Karambolage ohnehin überlebt hätte und nur zufällig vor Ort war. Bevor sie eingreifen können, sterben der letzte außenstehende Überlebende namens Eugene, der bei dem Crash auf dem Farmgelände verletzt wurde, und Clear Rivers, die Protagonistin des ersten Teils, in einer gigantischen Explosion, als sich Gasbehälter im Krankenzimmer von Eugene entzünden. Als Kimberly eine neue Vision hat, in der sie sich selbst ertrinken sieht, begreift sie den Plan des Todes, stürzt sich mit einem Van in einen nahegelegenen See und stirbt. Allerdings wird sie kurz darauf wiederbelebt, doch ist der Tod, getreu dem Grundsatz „Neues Leben besiegt den Tod“, offenbar besiegt.
Ihren Sieg feiern sie bei dem Farmer, der ihnen bei dem Unfall auf seinem Feld geholfen hat. Der Farmer berichtet Kimberly und Burke, dass Rory kurz vor seinem eigenen Tod seinem Sohn Brian das Leben gerettet hat. Noch ehe Kimberly und Burke begreifen, dass zu diesem Zeitpunkt eine neue „Todesschleife“ begann, die sich aber lediglich auf den Sohn des Farmers beschränkt, stirbt dieser vor ihren Augen am Grill, als dieser explodiert. In der letzten Szene sieht man die Farmersfrau schreiend auf einen Arm ihres Sohnes blicken, der auf ihrem Teller gelandet ist.

## Synchronisation
Die deutsche Synchronisation übernahm die Film- & Fernseh-Synchron GmbH in München. Dialogbuch und -regie stammen von Peter Stein.
| Darsteller          | Rolle                    | Synchronsprecher      |
| ------------------- | ------------------------ | --------------------- |
| Ali Larter          | Clear Rivers             | Karoline Guthke       |
| A. J. Cook          | Kimberly Corman          | Stephanie Kellner     |
| Michael Landes      | Officer Thomas Burke     | Florian Halm          |
| Tony Todd           | William Bludworth        | Oliver Stritzel       |
| Keegan Connor Tracy | Katherina „Kat“ Jennings | Uta Kienemann-Zaradic |
| T.C. Carson         | Eugene Dix               | Charles Rettinghaus   |
| Jonathan Cherry     | Rory Peters              | Oliver Mink           |
| David Paetkau       | Evan Lewis               | Dominik Auer          |
| Lynda Boyd          | Nora Carpenter           | Marietta Meade        |
| James Kirk          | Tim Carpenter            | Manuel Straube        |
| Justina Machado     | Isabella Hudson          | Sandra Schwittau      |
| Sarah Carter        | Shaina McKlank           | Andrea Wick           |
| Alejandro Rae       | Dano Estevez             | Stefan Günther        |
| Shaun Sipos         | Frankie Whitman          | Jan Makino            |

## Todesumstände
- Kimberly wird kurz nach dem Unfall von Officer Burke gerettet, ihre Freunde werden von einem LKW gerammt und verbrennen in ihrem Auto.
- Evans Kopf wird am rechten Auge von einer herunterrasenden Feuerleiter durchbohrt. Auf die Todesart wird bereits vorher hingewiesen, als ein Magnetbuchstabe von der Kühlschrankwand ins Essen fällt, welches dann die Katastrophe auslöst. Nun steht statt HEYE nur noch EYE (Auge) an der Kühlschrankwand. Des Weiteren tritt er vorher auf eine einäugige Puppe.
- Tim wird von einer abstürzenden Glasscheibe zerquetscht, während er einige Tauben verscheuchen will. Der Hinweis auf diesen Unfall sind Spiegelbilder nicht vorhandener Tauben, die kurz zuvor das Spiegelbild von Kimberly auf einer Fensterscheibe angreifen.
- Nora wird von einer Aufzugstür enthauptet. Hinweis auf den Tod ist ein Schatten, den Rory verursacht, als er eine Schranktür öffnet, alles aus den Regalen fällt und sich das Ebenbild eines Mannes mit Haken auftut (Der ältere Mann im Fahrstuhl hat eine zerlegte Schaufensterpuppe dabei, wozu auch ein Arm mit Hakenhand gehört).
- Kats Kopf wird von ihrem Airbag in ein Rohr gestoßen, das sich vorher durch die Kopfstütze ihres Sitzes gebohrt hat.
- Rory wird von einem Stacheldrahtzaun gedreiteilt, der von einer Explosion durch die Luft geschleudert wird.
- Eugene und Clear verbrennen bei einer Explosion innerhalb eines Krankenhauses.
- Brian wird schließlich bei einer Explosion eines Grills in viele Teile gerissen.
- Im alternativen Ende von Final Destination 3 stellt sich in einem Zeitungsbericht heraus, dass Kimberly und Thomas nach einer Kettenreaktion in einem Baumarkt von einem Holzhacker zerstückelt worden sind.

## Zusammenhänge mit dem ersten Film
Der Unfall auf dem Highway geschieht genau ein Jahr nach der Katastrophe vom Flug 180.
In einem späteren Gespräch stellen die Überlebenden gemeinsam mit Clear fest, dass sie alle schon einmal dem Tod entkommen sind. Durch das Verlassen des Fluges 180 wurden die Todespläne durcheinandergebracht und haben sich weitreichend ausgewirkt. Diese „Veränderungen“ sollen dadurch „wieder rückgängig gemacht“ werden, dass die Reihenfolge von hinten nach vorne geht.
- Eugene: Entkam einer Messerstecherei, weil er zwei Tage zuvor an eine andere Schule versetzt wurde, um Mrs. Valerie Lewton zu ersetzen.
- Officer Burke: Wurde am Unfallort abgesetzt, bei dem Billy Hitchcock starb. Dadurch entkam er einer Schießerei, bei der sein Partner getötet wurde.
- Kat: Saß im Bus, der Terry Chaney überfahren hat. Dadurch kam sie nie im Hotel an, in dem alle Gäste durch ausströmendes Gas erstickt sind.
- Rory: Hielt sich in Paris auf und beobachtete, wie Carter Horton von einer Leuchtreklame erschlagen wird. Schockiert verpasste er daraufhin abends eine Theatervorstellung, bei der das Theater einstürzte und alle Zuschauer starben.
- Kimberly: War mit ihrer Mutter draußen vor dem Einkaufszentrum verabredet. Während ihre Mutter dort durch Schüsse starb, blieb sie drinnen, um den Fernsehbericht vom (damals geglaubten) Selbstmord von Tod Waggner zu sehen.
- Clear, die einzige Überlebende von Flug 180, kommt im Lakeview Hospital bei der Explosion um. Dadurch wird Officer Burke, der laut Reihenfolge der nächste gewesen wäre, übersprungen.

## Ausstrahlung in Deutschland
In Deutschland lief die Free-TV-Premiere am 15. April 2006 auf ProSieben. Diese verfolgten insgesamt 2,96 Millionen Zuschauer bei 13,4 Prozent Marktanteil, in der werberelevanten Zielgruppe waren es 24,1 Prozent Marktanteil durch 2,28 Millionen Zuschauer.

## Kritiken
- In den Dallas Morning News beschreibt Matt Weitz den Film Final Destination 2 als humorvoll, kritisiert das Ende jedoch als übertrieben.

- In der New York Times lobt der Kritiker A. O. Scott den Film als unterhaltsam, während Claudia Puig es in ihrer Kritik für die USA Today als traurig bezeichnet, dass kreative Köpfe ihr Talent an einen solchen Film verschwenden.

## Hintergrund
- Aus dem ersten Teil sind in der Fortsetzung nur noch Ali Larter als Clear Rivers und Tony Todd als mysteriöser Bestatter William Bludworth mit dabei, trotzdem sind in Final Destination 2 auch die anderen Hauptfiguren aus dem ersten Teil präsent: Mehrmals sind Zeitungsartikel und Internetseiten mit ihren Bildern zu sehen. Auch die Zahl 180 – dies war im ersten Teil die Nummer des abgestürzten Flugzeuges – taucht in Final Destination 2 mehrfach auf.

- Wie der erste und der dritte Teil wurde auch Final Destination 2 in der Umgebung der kanadischen Stadt Vancouver gedreht.

- Kats Tod sollte in einer älteren Version des Drehbuches erst später passieren: Während die anwesenden Personen gespannt um ihr Auto stehen, entfernt der Feuerwehrmann die Tür des Autos. Somit sind Kats Beine befreit. Alle Leute applaudieren und freuen sich, doch plötzlich geht der Airbag auf und ihr Kopf wird in das Rohr in ihrer Kopflehne gerammt. Das Applaudieren hört schlagartig auf, und alle sind traumatisiert.